# サムソン・マムリヤ
サムソン・アンドレーヴィチ（アンドリアス・ゼ）・マムリヤ（ロシア語: Самсон Андреевич Мамулия、グルジア語: სამსონ ანდრიას ძე მამულია、1891年6月30日〈または1892年1月1日〉 - 1937年11月14日）は、グルジア人のボリシェヴィキ。

## 生涯
1891年6月30日（または1892年1月1日）、ロシア帝国クタイス県ポツホ (ka) に生まれた。1917年からボリシェヴィキとなり、二月革命の際はナリチクで活動。翌1918年7月から南部戦線 (ru) 司令部附きでアストラハンや北カフカースで特別任務に就いた。1919年にはセナキのボリシェヴィキ組織を率いて反メンシェヴィキ蜂起を起こしたが、二度逮捕されて翌1920年にアゼルバイジャン社会主義ソビエト共和国へ追放された。
1921年から翌1922年までグルジア共産党セナキ地区委員会責任書記、同年2月1日から3月6日まで中央委書記、1929年から翌1930年までアジャリア州委責任書記、同年5月6日から28日まで再度中央委書記、5月6日から翌1931年まで中央委局員および幹部会メンバー、1930年6月6日から11月20日まで中央委第二書記、同日から1931年9月12日まで第一書記を務めた。同年4月7日まではチフリス市委第一書記でもあった。
第1回から第7回までの党大会出席者、ザカフカース社会主義連邦ソビエト共和国中央執行委メンバー、『ソビエト大百科事典』編集委員も務めたが、全連邦共産党中央委附属マルクス・エンゲルス・レーニン研究所レーニン部副部長を務めていた1937年7月5日に逮捕され、11月14日にトビリシで銃殺された。
妻も収容所で死亡し、サムソン逮捕の1か月前に生まれた息子グラム（en, 長じて歴史家・人権運動家・政治家となる）はおばに育てられた。